# Ryck

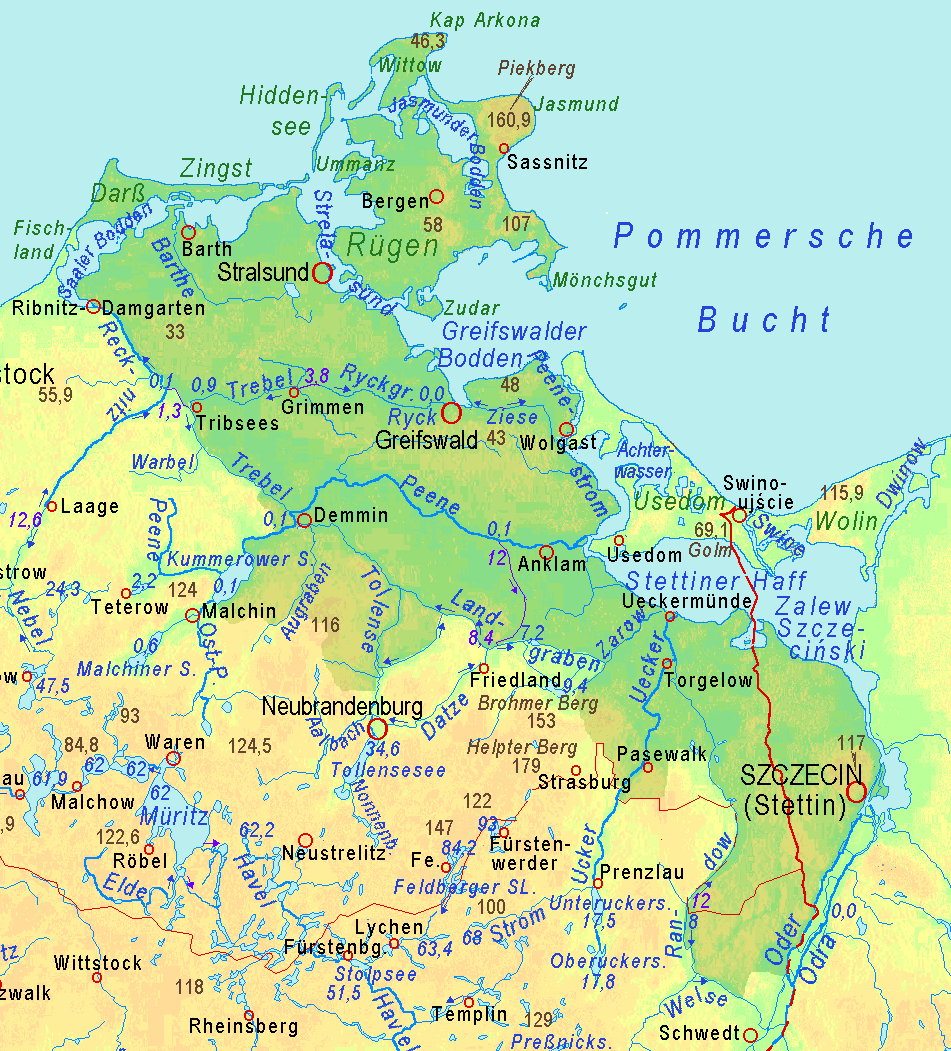
Geografia Pomorza Przedniego

Ryck – rzeka w Niemczech na Pomorzu Przednim o długości ok. 28 km i głębokości średnio ok. 3 m.
Wypływa na północny wschód od Grimmen, przepływa przez Greifswald, gdzie utworzono na jej brzegach małe muzeum morskie, i uchodzi do Dänische Wieck – południowej odnogi Zatoki Greifswaldzkiej w dzielnicy Wieck. W przeszłości miała spore znaczenie jako droga transportowa towarów pomiędzy Greifswaldem a Bałtykiem.
Nazwa Ryck pochodzi od słowiańskiego rjeka/rĕka tj. „rzeka”. Współcześnie w języku polskim spotyka się formę Reka.